# Tatort: Tot bist Du!
Tot bist Du! ist ein Fernsehfilm aus der Kriminalreihe Tatort der ARD und des ORF. Der Film wurde vom SFB produziert und am 5. August 2001 erstmals ausgestrahlt. Es handelt sich um den dritten Fall des Ermittler-Duos Ritter und Stark, nachdem Dominic Raacke zuvor bereits sechs Fälle mit Stefan Jürgens als Hellmann und Ritter gelöst hatte und um die 476. Tatort-Folge. Ritter und Stark müssen den Mord an einem jungen Mann klären und kommen dabei hinter ein Familiendrama.

## Handlung
Der 18-jährige Lukas Bremer wird beim „Gotcha“-Spiel mit Gleichaltrigen unter der Aufsicht des ehemaligen Lehrers Dr. Werner Jessen von einer echten Kugel getroffen und getötet. Jessen und die Mitspieler geben sich betroffen und ahnungslos, Stark zieht in Erwägung, dass der Täter außerhalb der Gruppe zu suchen sein könnte, während Ritter Werner Jessen im Visier hat. Lukas‘ Mutter sagt aus, dass ihr Sohn seit einiger Zeit mit Miriam Seidel befreundet und für sie sogar bereit gewesen sei, seine „Gotcha“-Gruppe zu verlassen. Die Beamten wollen Miriam zu Hause aufsuchen, doch treffen sie dort lediglich deren Großmutter Gerlinde und den Bruder Philip an, die Geschwister leben seit dem tödlichen Unfall der Eltern im Vorjahr bei ihrer Großmutter. Beide geben an, nichts davon zu wissen, dass Miriam einen Freund gehabt habe, Philip, der offensichtlich neonazistische Tendenzen hat, kennt Lukas allerdings von der Schule. Von ihrer Trauer gezeichnet erscheint am nächsten Morgen Miriam bei Ritter und Stark und sagt aus, dass Lukas am Vortag zum letzten Mal mit seiner Gruppe Gotcha spielen und sich damit Miriam zuliebe von der Gruppe verabschieden wollte. Lukas scheint der „Liebling“ von Jessen in der Gruppe gewesen zu sein, über Streit innerhalb der Gruppe weiß sie nichts. Kurz darauf beobachten Ritter und Stark eine Auseinandersetzung zwischen Miriam und ihrem Bruder vor dem Präsidium, als Stark hinzukommt, fährt Philip mit seinem Moped wortlos davon.
In Lukas‘ Schule erfahren die Beamten, dass Jessen dort bis vor einem Jahr als Lehrer beschäftigt war und zu einem Teil seiner Schüler noch immer einen guten Kontakt hat, die Gotcha-Gruppe rekrutiert sich aus diesem Kreis. Zu ihrer Überraschung bekommen die Lehrer auch die Information, dass Lukas gut mit Philip Seidel befreundet und dass letzterer auch Mitglied der Gotcha-Gruppe war. Miriam erzählt unterdessen zu Hause ihrer schockierten Großmutter, dass Philip Gotcha spielt, Gerlinde hat in letzter Zeit auch Neonazi-Material bei ihrem Enkel gefunden. Ritter und Stark suchen Jessen auf, der in einem auffällig teuren Haus wohnt. Dieser gibt an, freiwillig aus dem Schuldienst geschieden zu sein, Philip Seidel kenne er angeblich nicht näher. Die Beamten folgen Jessen heimlich in den Wald, wo sich dieser mit der Gotcha-Gruppe trifft und sie einschwört, nichts gegenüber der Polizei auszusagen. Auch dürfe sich die Gruppe nicht mehr treffen, da einige der Teilnehmer noch nicht volljährig seien. Die Beamten kommen schließlich hinzu und stellen Jessen zur Rede, dabei muss er aufgrund einer eingespeicherten Telefonnummer in seinem Handy auch zugeben, dass Philip Seidel Mitglied der Gruppe war. Stark erfährt von Weber, dass Lukas mit einem alten Mauser-Militärpistole erschossen wurde, was ihn darin bestärkt, dass Jessen, der über modernere Waffen verfügt, als Täter ausscheidet, während Ritter weiterhin von Jessens Schuld überzeugt ist. Jessen trifft sich unterdessen mit Philip und redet diesem gut zu, gegenüber der Polizei eisern zu schweigen.
Ritter sucht noch einmal Lukas‘ Schule auf, eine Lehrerin erzählt ihm, dass Jessen aus dem Schuldienst ausgeschieden ist, weil einige Eltern ihn für homosexuell hielten und ihre Söhne in Gefahr wähnten, die Kollegin hält Jessen hingegen nur für einen engagierten Lehrer. Stark sucht währenddessen Miriam auf, diese sagt aus, dass Philip nichts von ihr und Lukas wusste, Lukas wollte dies nicht. Philip sei durch seinen verstorbenen Großvater, einem ehemaligen Wehrmachtsoffizier, zum Militäranhänger geworden. Miriam sagt weiterhin aus, dass sie mit ihrer Freundin Anne und Philip zur Tatzeit an einem Waldsee war. Gerlinde Seidel findet die Adresse von Jessen heraus und sucht ihn auf, sie wirft ihm vor, ihrem Enkel neonazistisches Material gegeben zu haben und fordert ihn auf, ihn in Ruhe zu lassen. Als Jessen andeutet, dass Philip ihm wie ein Sohn nahestehe, droht Gerlinde Seidel ihm mit einer Strafanzeige. Stark sucht Anne auf, sie und Miriam kennen sich schon seit der Kindergartenzeit, zu Philip habe sie keinen guten Draht, er hänge ständig an seiner Schwester dran. Er sei am Vortag gegen 17 Uhr, also nach der Tatzeit, zu den beiden gestoßen. Ritter fährt erneut zu Jessen, als dieser nicht öffnet, dringt er durch eine offene Terrassentür heimlich in die Villa ein und findet dort eine alte Waffe. Mit einem Durchsuchungsbefehl kehrt er zurück und will die Waffe sicherstellen, doch stellt sich heraus, dass es keine Mauser ist. Bücher aus der NS-Zeit erklärt er mit seiner ehemaligen Tätigkeit als Geschichtslehrer. Philip bringt seiner Schwester unterdessen zum wiederholten Male ein teures Geschenk nach Hause, diese weist ihren Bruder jedoch ab. Ritter sucht am Abend die Stammdiskothek der Schüler des Gymnasiums auf, als er mit Miriam redet, geht Philip eifersüchtig dazwischen. Ritter fragt Philip, der das Lokal fluchtartig verlässt, was er über den Tod von Lukas wisse, der Junge deutet an, dass Lukas etwas wusste, was Jessen hätte gefährlich werden könnte. Ritter lädt ihn für den nächsten Morgen aufs Präsidium vor.
Später stellt Jessen Philip wegen des neonazistischen Materials zur Rede, er droht, Philip fallenzulassen, wenn er nicht die Finger von diesen Dingen lasse. Als Philip Thomas, einen anderen Jungen aus der Gotcha-Gruppe, bei Jessen antrifft, unterstellt er den beiden ein Verhältnis und geht verärgert. Zu Hause stellt ihn seine Schwester wegen seines offensichtlichen Wissens über Lukas‘ Tod zur Rede und drängt ihn, zur Polizei zu gehen und auszusagen, was er wisse, doch Philip attackiert seine Schwester und bringt sie fast um. Seine Großmutter kommt hinzu und erschießt Philip in Nothilfe für ihre Enkelin Miriam. Am nächsten Morgen wird seine Leiche auf dem Friedhof, auf dem sein Großvater liegt, auf dessen Grab wie aufgebahrt aufgefunden. Daneben liegt die Tatwaffe, eine Mauser-Militärpistole. Stark bemerkt, dass der Schnürsenkel am Schuh von Philips Leiche abgerissen war, ein ebensolcher war bei Lukas am Tatort gefunden worden. Im Zimmer von Philip finden die Beamten einen Brief von Lukas, in dem dieser an Philip schrieb, dass er liebe, wen er will und Philip ihn nicht weiter behelligen solle, zudem ein Foto der beiden Freunde mit Jessen, bei dem Philip über Lukas‘ Gesicht eine Zielscheibe aufgemalt hatte. Ritter und Stark vermuten ein Liebesverhältnis von Jessen und Lukas und Philips Eifersucht hierauf als Mordmotiv, Jessen könnte nunmehr Philip aus Rache erschossen haben. Die Beamten suchen Jessen auf und nehmen ihn trotz des Alibis, das Thomas ihm gibt, mit aufs Präsidium. Während die Beamten Jessen, der seine Unschuld bezüglich der Morde und der unterstellten Verhältnisse mit den minderjährigen Schülern beteuert, vernehmen, stellt sich heraus, dass die Fingerabdrücke auf der Waffe nicht von ihm stammen und entlassen ihn.
Ritter und Stark sinnieren, wer Philip mit seiner eigenen Waffe umgebracht haben kann, Stark erinnert sich, dass Philips Großvater Wehrmachtsoffizier war. Die Beamten suchen die Seidels auf und verschaffen sich, da niemand öffnet, über einen im Treppenhaus deponierten Zweitschlüssel Zutritt. Dort finden sie eine Abstellkammer mit alten Devotionalien des Großvaters aus der NS-Zeit, das Halfter der Militärpistole, sowie einen kürzlich erst benutzten Rollstuhl, mit dem offensichtlich Philips Leiche transportiert worden war. In der Schule befragen die Beamten Anne, die aussagt, dass Philip auf jeden eifersüchtig war, der sich seiner Schwester näherte. Sie vermuten Miriam als die Mörderin ihres Bruders aus Rache für dessen Mord an Lukas. Miriam will sich im Waldsee ertränken, als Anne die Beamten im letzten Moment zu ihrem Treffpunkt führt, Ritter kann Miriam durch einen beherzten Sprung ins Wasser retten. Miriam sagt aus, dass Philip stets mit Selbstmord gedroht hatte, falls sie etwas mit einem Jungen anfange, seit dem Tod der Eltern sei sie der einzige Mensch für ihn gewesen. In dem Moment kommt Weber mit Gerlinde Seidel hinzu, diese sagt aus, dass sie ihren Enkel erschossen hat, um ihre Enkelin zu retten.

## Produktion
Der Tatort Tot bist Du! ist eine Produktion im Auftrag des SFB für Das Erste. Der Film wurde in Berlin gedreht. Bei seiner Erstausstrahlung am 5. August 2001 hatte Tot bist Du! 7,31 Millionen Zuschauer, was einem Marktanteil von 24,10 % entspricht.

## Kritik
TV Spielfilm beurteilte den Film positiv und kommentiert „Die Ermittler treffen ins Schwarze“.